# Smiley
Ein Smiley [ˈsmaɪ̯liː] (der oder das, Mehrzahl Smileys; von englisch to smile ‚lächeln‘) ist die grafische Darstellung eines Gesichtsausdrucks. Ein Smiley wird oft verwendet, um eine bestimmte Emotion wiederzugeben oder sie zu verdeutlichen. Smileys zählen zu den Emojis bzw. Emoticons.

## Geschichte

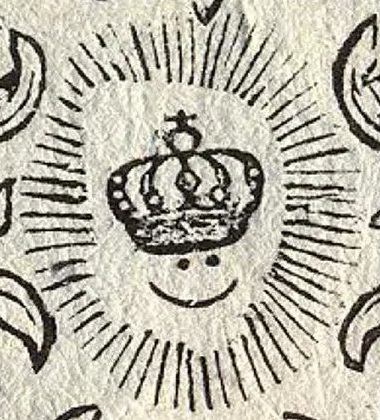
Illustration aus einem in Regensburg im Jahr 1771 gedruckten Buch

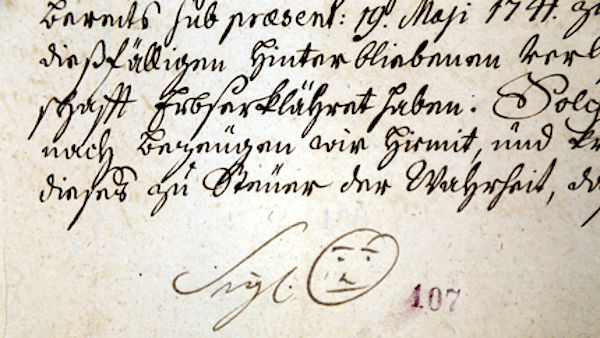
Unterschrift von Bernard Hennet, Abt des Zisterzienserklosters Žďár von 1741 mit einer smileyähnlichen Zeichnung

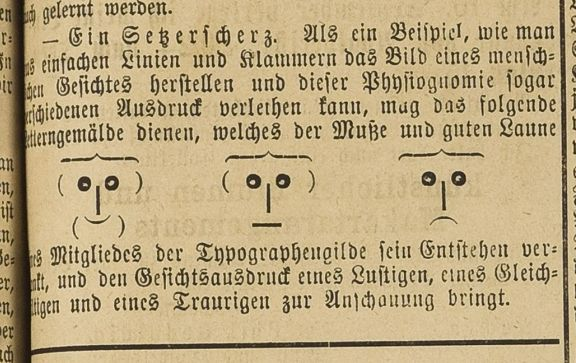
Smileys im Kreisblatt für den Kreis Malmedy 1893

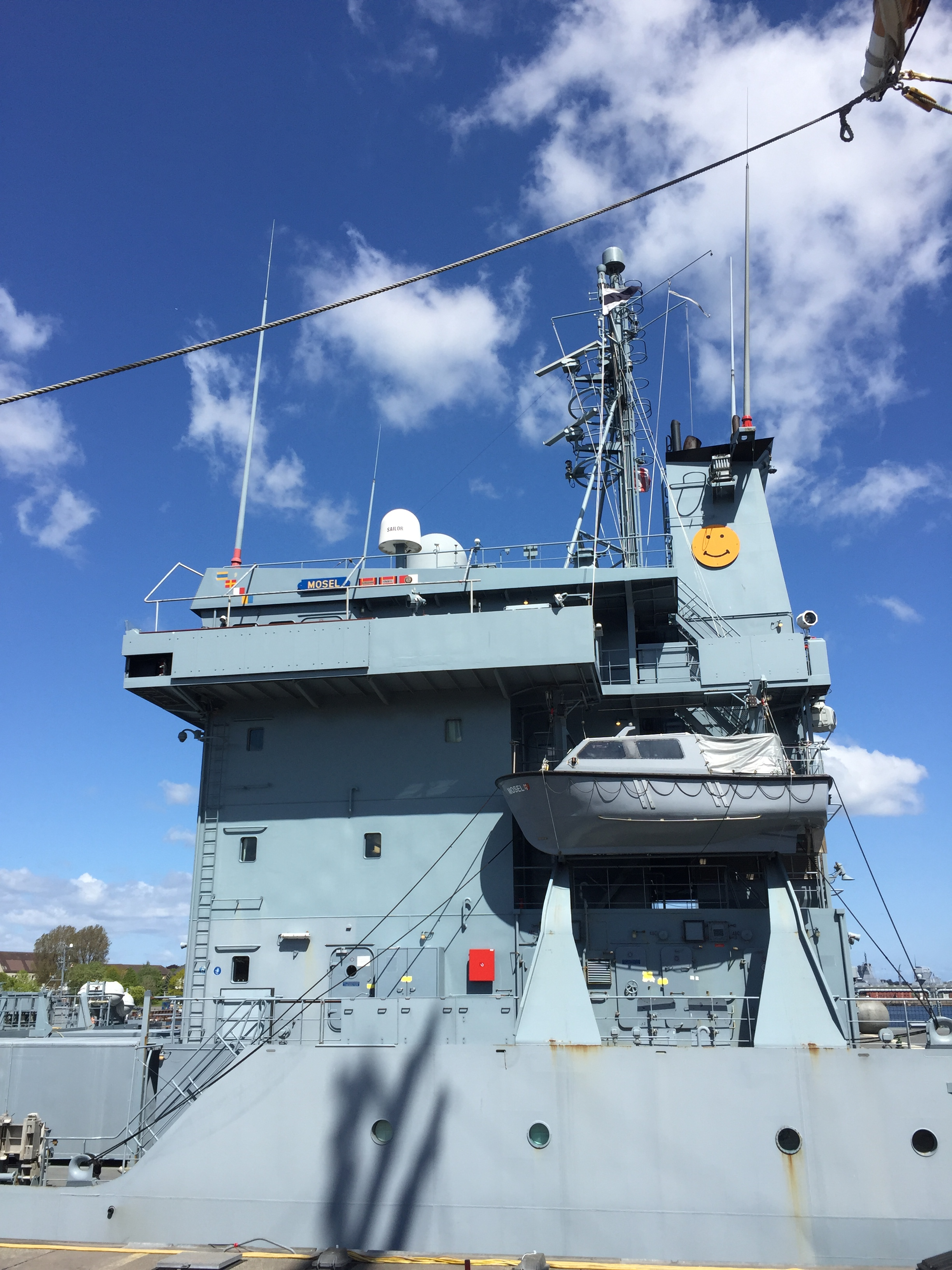
Smiley an den Aufbauten des Tenders Mosel

In einem 1771 in Regensburg gedruckten Buch über die Gründung der Freimaurerloge "St. Charles de la Constance" im Jahr 1765 befindet sich eine Illustration mit einem bekrönten Smiley.
Im 19. Jahrhundert gab es im Zeitungsdruck typographische Spielereien mit Gesichtern.
1938 schrieb Ludwig Wittgenstein, dass durch einfach gezeichnete Gesichtsausdrücke flexiblere und vielgestaltigere Beschreibungen als nur durch Adjektive möglich seien.
Eine nasenlose Variante des Smileys, die vom amerikanischen Werbegrafiker Harvey Ball gezeichnet wurde, wurde in den 1960er Jahren bekannt.
Er zeichnete im Dezember 1963 zwei Punkte und einen gebogenen Strich in einen Kreis auf ein gelbes Blatt Papier. Balls Auftraggeber war die Versicherungsgesellschaft State Mutual Life Assurance Cos. of America, die mit den Anstecknadeln das Betriebsklima heben wollte. Ball erhielt für den Entwurf 45 Dollar. Das Zeichen wurde rechtlich nicht gesichert, fand jedoch schnell größere Popularität.
Ende der 1980er Jahre machte sich die Musikbewegung Acid House den Smiley zum Erkennungszeichen. Während des „Second Summer of Love“ wurde auch das Rauschmittel Ecstasy populär und sorgte vor allem in den europäischen Medien für eine Hysterie, worauf viele Warenhäuser aus Angst vor Image-Schäden sämtliche Smiley-Artikel aus dem Sortiment nahmen.
Der als Oz bekannt gewordenen Graffiti-Sprayer Walter Josef Fischer sprühte ab 1992 in Hamburgs Straßen zehntausende von Smileys. Seine Motivation beschreibt er damit „die Menschen zum Lächeln bringen zu wollen.“
1996 meldete der französische Journalist Franklin Loufrani zunächst in Frankreich ein Geschmacksmuster auf das stilisierte Lächeln an, das mit den ovalen Augen und den im Vergleich zu Balls Entwurf veränderten Proportionen den heute gängigen Varianten am nächsten kommt. Die Grafik habe er nach seiner Darstellung als Auflockerung eines Zeitungsartikels erfunden. Inzwischen ist Loufrani Einkommensmillionär und hält Nutzungsrechte für das Smiley in über 80 Ländern. Harvey Ball kämpfte danach um seine Anerkennung als wahrer Vater des Smileys und gründete die World Smile Foundation, die den ursprünglichen Geist des Smileys propagieren soll. Er starb am 12. April 2001.
Im Jahr 2005 wollte sich Microsoft die Umwandlung von ASCII-Zeichen in Smileys schützen lassen, was jedoch nicht gelang.
Im Jahr 2010 wurde von den deutschen Verbraucherschutzministern der Vorschlag eingebracht, Smileys für die Illustration einer „Hygieneampel“ zu verwenden.
Am deutschen Marineschiff Mosel befindet sich an den Aufbauten ein Smiley in großem Format.
Der Marskrater Galle ähnelt einem Smiley.

## Elektronische Form

Ein aus Satzzeichen konstruiertes Emoticon ergibt ein Smiley

Die ursprüngliche Form des elektronischen Smileys besteht aus ASCII-Zeichen und kann so in allen Nachrichtenformen verwendet werden, unabhängig von einer Unterstützung für Grafikformate. Die Grundformen :-) für positive Gefühle und Witze und :-( für negative Gefühle wurden am 19. September 1982 vom späteren Informatikprofessor Scott E. Fahlman vorgeschlagen, der damit als Erfinder der elektronischen Smileys gilt. Diese Grafiken deuten nach links gekippte Gesichter an, die fröhlich oder traurig aussehen.
In Unicode, im Unicodeblock Verschiedene Symbole, existieren seit längerem drei Zeichen mit der Darstellung eines stilisierten stirnrunzelnden oder lächelnden Gesichts:
| Code   | dezimal | Zeichen | Name                |
| ------ | ------- | ------- | ------------------- |
| U+2639 | &#9785; | ☹       | WHITE FROWNING FACE |
| U+263A | &#9786; | ☺       | WHITE SMILING FACE  |
| U+263B | &#9787; | ☻       | BLACK SMILING FACE  |

2011 wurden weitere Emoticons in Unicode 6.0 eingeführt, die im Unicodeblock Smileys von U+1F600 bis U+1F64F kodiert sind:
😀😁😂😃😄😅😆😇😈😉😊😋😌😍😎😏😐😑😒😓😔😕😖😗😘😙😚😛😜😝😞😟😠😡😢😣😤😥😦😧😨😩😪😫😬😭😮😯😰😱😲😳😴😵😶😷😸😹😺😻😼😽😾😿🙀🙁🙂🙃🙄🙅🙆🙇🙈🙉🙊🙋🙌🙍🙎🙏.
Weitere Smileys sind in den Unicodeblöcken Verschiedene piktografische Symbole, Zusätzliche piktografische Symbole und Piktografische Symbole, erweitert-A enthalten:
👿🤐🤑🤒🤓🤔🤕🤗🤠🤢🤣🤤🤥🤧🤨🤩🤪🤫🤬🤭🤮🤯🥰🥱🥲 🥳🥴🥵🥶🥸 🥹 🥺🧐🫠 🫡 🫢 🫣 🫤 🫥.

### Eingabe
Auf Microsoft-Windows-Systemen können Smileys unter anderem eingegeben werden, indem während des Drückens und Haltens der ALT-TASTE der entsprechende dezimale Code über den Numerischen Block (auch Zehnertastatur) eingegeben wird (Beispiel: gedrückte ALT-TASTE + 9786 ergibt ☺) bzw. durch die Tastenkombination Windowstaste + : (Punkt/Doppelpunkt Taste).